# عمر بن العلاء
عُمر بن العلاء (توفي 165هـ / 782م) قائدٌ عسكريٌ عبَّاسي من الموالي، وأول ولاة طبرستان، خدم في خلافة أبو جعفر المنصور ومُحمَّد المهدي. كان ابن العلاء جوادًا حازمًا وامتدحه الشُّعراء لبأسه وحُسن بلائه في الحروب. يُعد من أهم القادة العبَّاسيين الذين فتحوا طبرستان بين سنتي 141-142هـ / 758-759م، ليتولى ولايتها حتى قُتل في خلافة المهدي.

## سيرة شخصية
لم يُعرف الكثير عن ماضي عُمر بن العلاء، غير أنه كان جزارًا من أهل الرَّي (في إيران المُعاصرة) ودخل في الجيش العبَّاسي لاحقًا تحت قيادة جمهور بن مرَّار العجلي. بعد أن ثار سنباذ الفارسي سنة 137 هـ / 755م في وجه الخلافة العبَّاسية، ساهم في القضاء عليه وإخماد ثورته وأبلى فيه بلاءً حسن، فأرسله العجلي إلى الخليفة المنصُور، فأعجب به وجعله في جملة القُوَّاد. تولى طبرستان بعد أن ساهم بشكلٍ كبير في فتحها الأول في زمن المنصُور، وبقي واليًا عليها حتى قُتل فيها في خلافة مُحمَّد المهدي سنة 165هـ / 782م. امتدحه الشَّاعر البليغ بشار بن برد خلال فتحه لطبرستان قائلًا: